# ورکهاوزن
ورکهاوزن (به آلمانی: Werkhausen) یک شهر در آلمان است که در راینلاند-فالتس واقع شده‌است.

## خصوصیات
ورکهاوزن ۲۳۹ نفر جمعیت دارد.